# Jean Gagnepain
Pour les articles homonymes, voir Gagnepain.
Jean Gagnepain, né le 16 novembre 1923 à Sully-sur-Loire (Loiret) et mort le 3 janvier 2006 à Montpeyroux (Dordogne), est un anthropologue et linguiste français.

## Parcours et développement théorique
Lauréat de l'agrégation de grammaire en 1947, Jean Gagnepain s'engage dans des recherches en linguistique sous l’incitation de Joseph Vendryes, influencé lui-même par la pensée de Ferdinand de Saussure via Antoine Meillet. Il séjourne à Dublin pendant une dizaine d'années pour travailler sur les langues celtiques. En 1957, il soutient une thèse à la Faculté des lettres de Paris sur la syntaxe du nom verbal dans les langues celtiques. Sa thèse complémentaire (obligatoire en France jusqu'en 1968) porte sur les noms grecs en -ΟΣ et en -Α et se veut une « contribution à l'étude du genre en indo-européen ».  
En 1958, il est nommé à l'université de Rennes où il effectue la totalité de sa carrière (à l'université de Rennes II - Haute-Bretagne après 1969, date à laquelle l'université de Rennes est divisée en deux universités distinctes). Il y rencontre Olivier Sabouraud, neurologue et professeur à la Faculté de médecine, et travaille avec lui sur l'aphasie et les troubles du langage. La confrontation entre la clinique des aphasies et les modèles linguistiques hérités de Ferdinand de Saussure et de Roman Jakobson lui permet de construire peu à peu la théorie de la médiation encore appelée anthropologie clinique. 
Il est fondateur du Laboratoire interdisciplinaire de recherches sur le langage et de l'École de Rennes. Il dirigeait également la collection « Raisonnances » chez l'éditeur De Boeck.

## Citations
« L'ironie est l'attitude exigée de la science. »

« En me résignant à livrer au public… les extraits d'un enseignement de plus de trente ans, je n'ai eu d'autre intention que de faciliter la lecture d'une série d'ouvrages qui ... ne manquent point d'analphabètes et dont les dits extraits restent les « parlements ». »

— préface à Mes Parlements

### Publications de Jean Gagnepain
- « Celtes et civilisation », Bulletin de l'Association Guillaume Budé, vol. 1, no 3, p. 22-36, 1953. Disponible en ligne sur Persée.
- « Aspects de la poésie médiévale », Bulletin de l'Association Guillaume Budé, vol. 1, no 2, p. 42-62, 1955. Disponible en ligne sur Persée.
- « Le monde de François Mauriac », Bulletin de l'Association Guillaume Budé, vol. 1, no 1, p. 133-158, 1956. Disponible en ligne sur Persée.
- « Préface », in Camille DELAMOUR, Les Goguenettes du Pée Paimpruniau, [poèmes en patois berrichon], Gien, Impr. Jeanne-d'Arc, sans date[5].
- Les noms grecs en -ΟΣ et en -Α. Contribution à l'étude du genre en indo-européen, Paris, Klincksieck, 1959.
- « Pour une description structurale du breton », Annales de Bretagne, vol. 67, no 4, 377-388, 1960. Disponible en ligne sur Persée.
- « Compte rendu de Jean Marx, Les littératures celtiques », Annales de Bretagne, vol. 67, no 4, 451-452, 1960. Disponible en ligne sur Persée.
- « À propos du "verbe celtique" », Études celtiques, IX, 2, 1961, p. 309-326. (Discussion de H. Wagner,  Das Verbum in den Sprachen der britischen Inseln, Tübingen, Max Niemeyer, 1959. In 8°, xx+258 p.)
- « La sémiologie du verbe celtique. I Les formes simples - système du vieil irlandais », Études Celtiques, X, 1, 1962, p. 43-59, 1962.
- « La sémiologie du verbe celtique. Système du moyen gallois », Études celtiques, X, 2, 1963, p. 413-433.
- La syntaxe du nom verbal dans les langues celtiques, Paris, Klincksieck, 1963.
- avec Olivier Sabouraud et Annette Sabouraud, « Vers une approche linguistique des problèmes de l'aphasie. I. Introduction », Revue de Neuro-psychiatrie de l'Ouest, no 1, 1963, p. 6-12.
- avec Olivier Sabouraud et Annette Sabouraud, « Vers une approche linguistique des problèmes de l'aphasie. II. L'aphasie de Broca », Revue de Neuro-psychiatrie de l'Ouest, no 2, 1963, p. 3-38.
- avec Olivier Sabouraud et Annette Sabouraud, « Vers une approche linguistique des problèmes de l'aphasie. III. Essai d'une définition linguistique de l'aphasie de Wernicke », Revue de Neuro-psychiatrie de l'Ouest, no 3, 1963, p. 3-38.
- avec Olivier Sabouraud et Annette Sabouraud, « Vers une approche linguistique des problèmes de l'aphasie. IV. Discussion générale et conclusion », Revue de Neuro-psychiatrie de l'Ouest, no 4, 1963, p. 3-19.
  - L'édition numérique de ces 4 articles fondateurs publiés dans la Revue de Neuro-psychiatrie de l'Ouest sous le titre commun « Vers une approche linguistique des problèmes de l'aphasie » est disponible en téléchargement sur le site de l’Institut Jean Gagnepain.
- « Lexicologie et structuralisme », Annales de Bretagne, vol. 72, no 4, 537-539, 1965. Disponible en ligne sur Persée.
- « Notes de lecture sur Léon Fleuriot », Annales de Bretagne, vol. 72, no 4, 547-549, 1965. Disponible en ligne sur Persée.
- avec O. Sabouraud et A. Sabouraud, «Aphasie et linguistique», La Revue du praticien, XV, 17, 11 juin 1965, pp. 2335-2343.
- avec O. Sabouraud et Ed. Sanquer, « Réflexions sur la schizophasie. Essai d'analyse linguistique d'une observation », p. 210-219, in Comptes rendus [des] Congrès de Psychiatrie et de Neurologie de langue française. 64e session Grenoble 12-17 septembre 1966 / par Pierre Warot, Paris, Masson, 1967, 1232 p.
- « La sémiologie du verbe celtique : II. Fonction de ro- (ry-, ra-) et fonction des formes complexes », Études celtiques, XI, 2, 1966-1967, p. 361-382.
- « Nécrologie de Alf Sommerfelt », Études celtiques, XI, 2, 1966-1967, p. 475-477.
- « Préliminaire à l'étude de la relation en celtique », Studia Celtica, II, 1967, p. 1-7.
- « Linguistique et rhétorique », Revue de l'Enseignement Supérieur, no 1-2, thème du n° « La linguistique », S.E.V.P.E.N., 1967, p. 97-103.
- « La linguistique celtique », Revue de l'Enseignement Supérieur, no 3-4, thème du n° « La recherche linguistique », S.E.V.P.E.N., 1967, p. 51-55.
- avec Olivier Sabouraud et M. Chatel, « Qu'est-ce que l'anarthrie ? », La Presse Médicale, no 15: 675-680, 1971.
- « Problèmes de symbiose en celtique », Actes du Quatrième Congrès International d'Études Celtiques (Rennes, 18-25 juillet 1971), Études celtiques, XIII, 1, 1972, p. 213-219.
- « Préface », in Per Denez, Brezhoneg... buan hag aes. Le cours de breton pour tous, Paris, Omnivox, 1972, p. 11.
- « Préface », in Christian-Joseph Guyonvarc'h, Dictionnaire étymologique du breton ancien, moyen et moderne, Rennes, Ogam-Celticum , 1973,  p. 7-8.
- « Credo quia absurdum abnego », Évangile aujourd'hui (revue de spiritualité franciscaine), no 85, « Les "chantiers" de la foi », 1975, p. 18-29. Une version numérisée peut être téléchargée sur le site de l'Institut Jean Gagnepain.
- « On language and communication », Language & Communication, vol.1, no 2/3, 149-154, 1981.
- avec Hubert Guyard et Olivier Sabouraud, « A procedure to differentiate phonological disturbances in Broca's aphasia and Wernicke's aphasia », Brain and Language, vol. 13, no 1, mai 1981, 19-30.
- « Clinique du délire, clinique de la fabulation », Psychiatrie française, vol. 16, no 2,  p. 45-51, 1985 (reproduit dans Tétralogiques, no 2, 1985, p. 155-157).
- « Y'a plus d'enfants », Tétralogiques, no 4 (Enfant, langage et société), p. 5-9, 1987.
- « Éloge de l'indiscipline », Tétralogiques, no 5 (Épistémologie), p. 7-11, 1988.
- « Interaction ou communication », in Loïck Villerbu (Dir.), Le contrat en sciences humaines dans les pratiques sociales et de santé, Rennes, Presses Universitaires de Rennes, 1988.
- « À propos de quelques concepts de la socio- et de l'axio-linguistique », Actes du premier colloque international d'anthropologie clinique (Namur - octobre 1987), Anthropo-logiques, no 2, 1989.
- « Jean Gagnepain: l'anthropologie clinique décoiffe les sciences humaines ! », entretien avec Dominique Boullier, Atouts Bretagne, n° 4, décembre 1989, p. 36-41. Disponible en pdf
- Jean Gagnepain, Du vouloir dire : traité d'épistémologie des sciences humaines, vol. 1 : Du signe. De l'outil, Paris, Livre & Communication, 1990 (ISBN 978-2-908740-30-1) Disponible en PDF.
- Jean Gagnepain, Du vouloir dire : traité d'épistémologie des sciences humaines, vol. 2 : De la personne. De la norme, Paris, Livre & Communication, 1991, 282 p. (ISBN 2-908740-40-0) Disponible en PDF.
- « Point de mire », Médecine de l'homme (Revue du centre catholique des médecins français), no 201, sept.-oct. 1992, p. 24-26. Télécharger le PDF du numéro.
- « Corps à corps », in Loïck Villerbu (Dir.), Violence, délinquance, psychopathie, Rennes, Presses Universitaires de Rennes, 1992.
- « Humanités classiques : culture ou illusion ? », in Au miroir de la Culture Antique. Mélanges offerts au président René Marache, Rennes, Presses Universitaires de Rennes, 1992, p. 237-242.
- « Entretien avec Monsieur Gagnepain », Tempêtes sous un crâne, n° 2, octobre 1993, p. 30-34.
- Mes parlements. Du récit au discours : propos sur l'histoire et le droit, Bruxelles, de Boeck-Université, 1994.  (ISBN 2-8041-1913-0) Disponible en PDF.
- Leçons d'introduction à la théorie de la médiation, Anthropo-logiques 5, Louvain-la-Neuve, Peeters, 1994. . L'édition de référence est désormais l'édition numérique, réalisée par l'Institut Jean Gagnepain.
- Pour une linguistique clinique (dir.), Rennes, Presses Universitaires de Rennes, 1994.
- Du Vouloir dire. Traité d'épistémologie des sciences humaines. Tome 3, Guérir l'homme. Former l'homme. Sauver l'homme, Bruxelles, De Boeck Université, 1995. Disponible en PDF.
- « Les dessous de la mémoire », in Actes des premières rencontres de psychogérontologie clinique : Rennes, 24 et 25 mars 1994, Rennes, Psychologie et vieillissement, 1995, p. 249-260.
- « De la voix et du geste », La Licorne, no 41 (Penser la voix), 1997, p. 21-23. https://licorne.edel.univ-poitiers.fr/index.php?id=1989
- « Remédier à la crise ou changer de sociologie » in J.-Y. Dartiguenave et J.-F. Garnier (Dir.), Travail social. La reconquête d’un sens, Paris, L’Harmattan, coll. Travail du social, 1998, p. 91-106.  (ISBN 2738471188), présentation en ligne)
- « Les sans voix de la République », Cosmopolitiques, no 3, 2003, p. 69-80.
- Jean Gagnepain, Raison de plus ou raison de moins : propos de médecine et de théologie, Paris, Éditions du Cerf, 2005 (ISBN 978-2-204-07652-4, présentation en ligne)
- « Discussion autour de l’aboulie et des écrits sur le cas de Madame G. (23 juin 1990) », dans Tétralogiques, no 26 (Pour une axiologie clinique), p. 117-133, 2021. En ligne sur le site de la revue Transcription d’un échange entre Jean Gagnepain, Hubert Guyard et Robert Le Borgne, suscité par les observations cliniques d’une patiente.

### Séminaires
De l'année universitaire 1964-1965 à l'année universitaire 2000-2001, Jean Gagnepain a donné un séminaire annuel. Certains de ces séminaires, retravaillés, ont été publiés sous forme d'ouvrages (voir ci-dessus Mes parlements, 1994 et Raison de plus ou raison de moins, 2005).  La grande majorité de ces séminaires, à ce jour, n'a toutefois pas été éditée. L'Institut Jean Gagnepain, en lien avec la revue Tétralogiques, a toutefois entrepris une transcription numérisée de quelques séances, listées ci-dessous :
- Séminaire 1982-1983, « Discours & droit II », séances no 2 du 18 novembre 1982 et no 3 du 2 décembre 1982, complément au no 20 de la revue Tétralogiques ; transcription, édition et mise en page de Pierre Juban, En ligne sur le site de l'Institut Jean Gagnepain
- Séminaire 1983-1984, « Les névroses et les psychoses », parties V (La bile et la fureur), VI (Du côté des névroses) et VII (Du côté des psychopathies), dans le no 26 de la revue Tétralogiques. Transcription initiale de Pierre Juban, vérifiée, complétée et éditée par Laurence Beaud, Patrice Gaborieau et Jean-Michel Le Bot à partir des numérisations audio de Marc Jouffe, Jacques Le Goff, André Sauvage, Jean-Claude Quentel et Mireille Bomo. En ligne sur le site de la revue
- Séminaire 1995-1996, « Retrouver la forme » , séance no 2 du 7 décembre 1995, complément au no 21 de la revue Tétralogiques. Transcription et mise en forme de Clément de Guibert et Pierre Juban. En ligne sur le site de la revue ou sur le site de l'Institut Jean Gagnepain